# Île d'Anmyeon
L'île d'Anmyeon, ou Anmyeondo (en coréen : 안면도) est une île située dans la province de Chungcheong du Sud en Corée du Sud. C'est la sixième plus grande île de Corée du Sud. Elle est reliée au continent par le pont d'Anmyeon.